# Палаццо-Боргезе
Палаццо Боргезе (італ. Palazzo Borghese) — палац у Римі, головна резиденція родини Боргезе. Палац називають «il Cembalo» (клавесин) через його незвичайний план, у формі неправильної трапеції.
Перший поверх палацу з 1947 року займає Посольство Іспанії.

## Історія

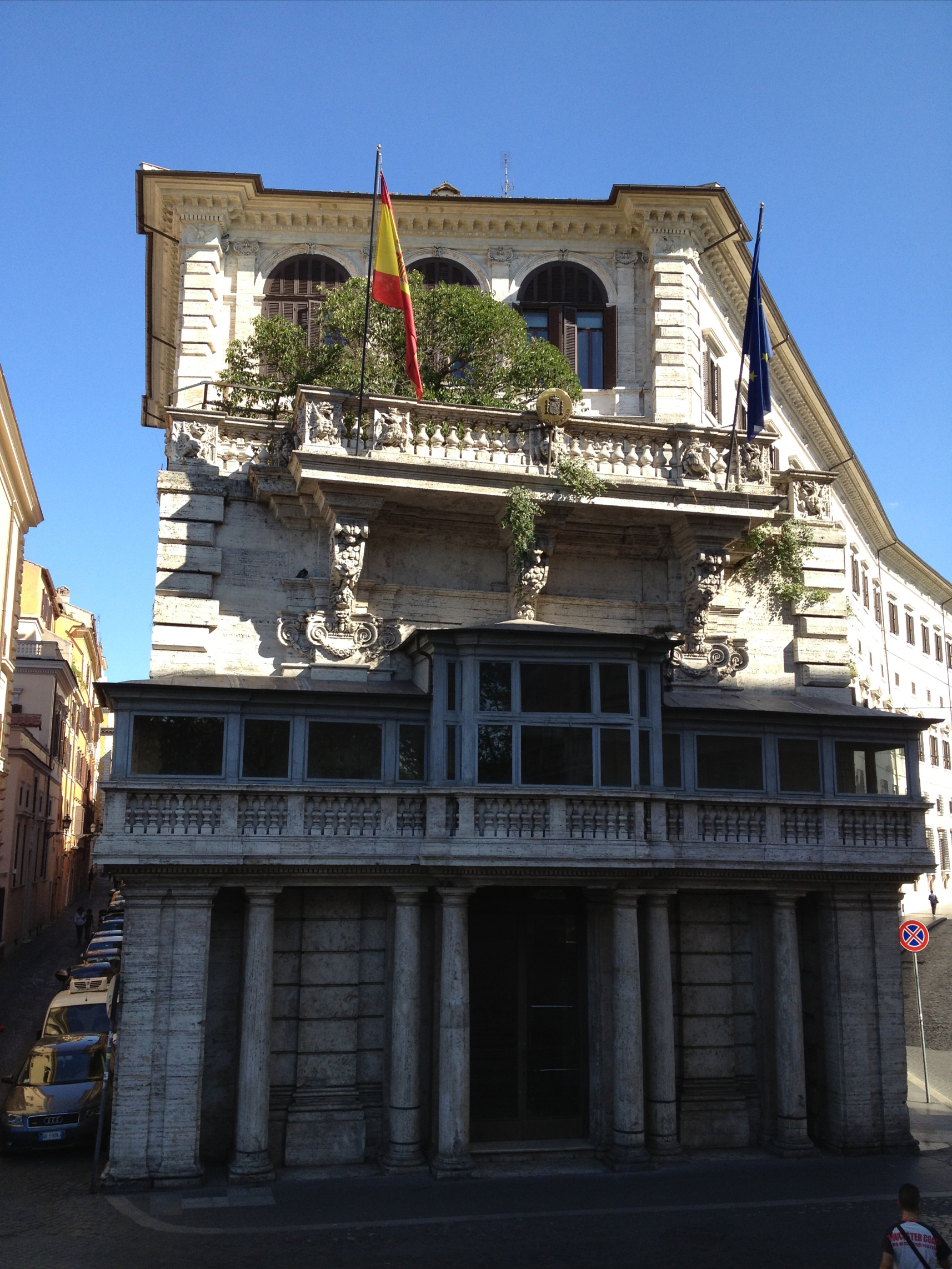
Фасад, що виходить до річки Тібр, архітектор Карло Райнальді

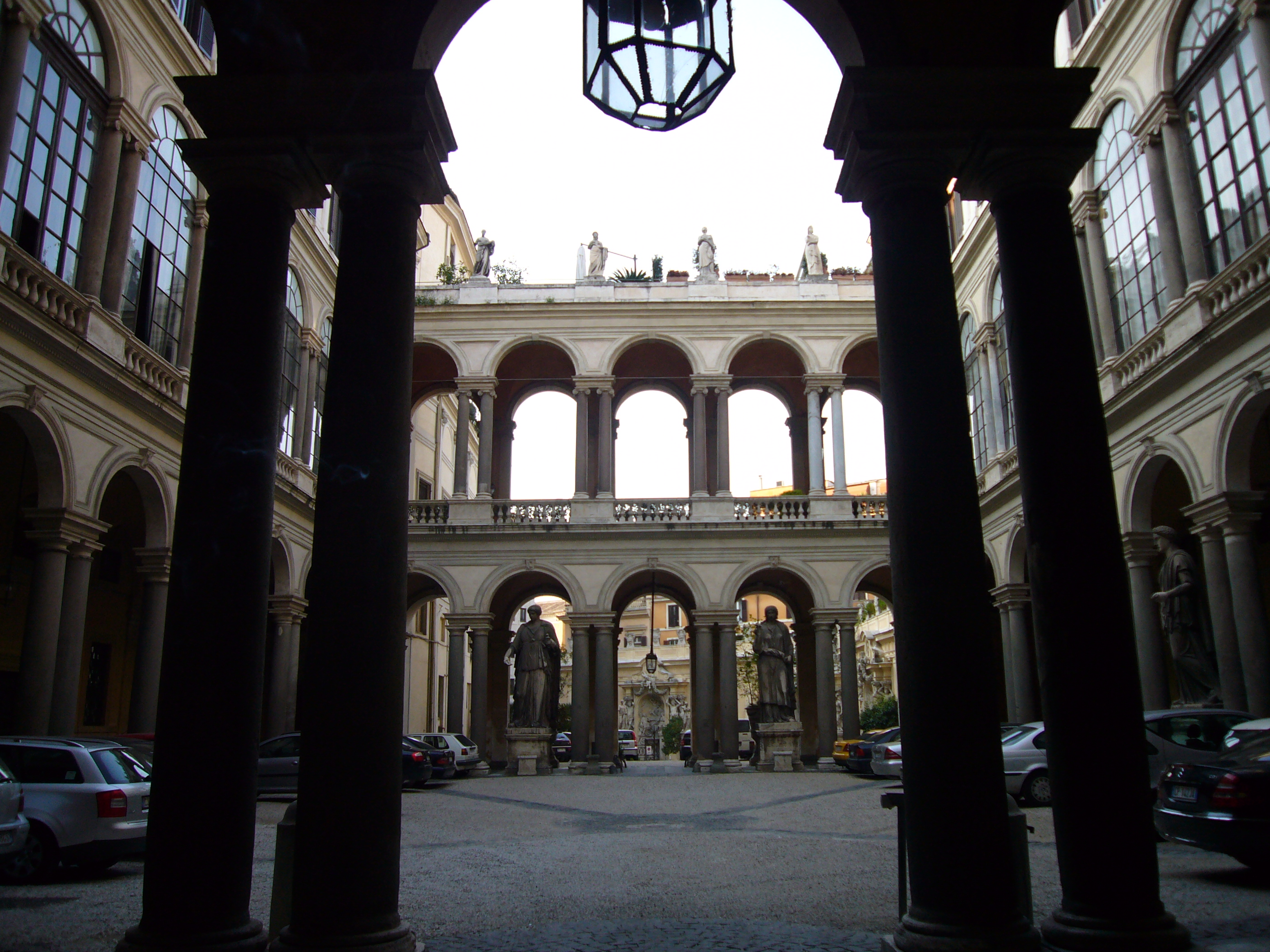
Внутрішнє подвір'я, спроєктоване Мартіно Лонгі Старшим

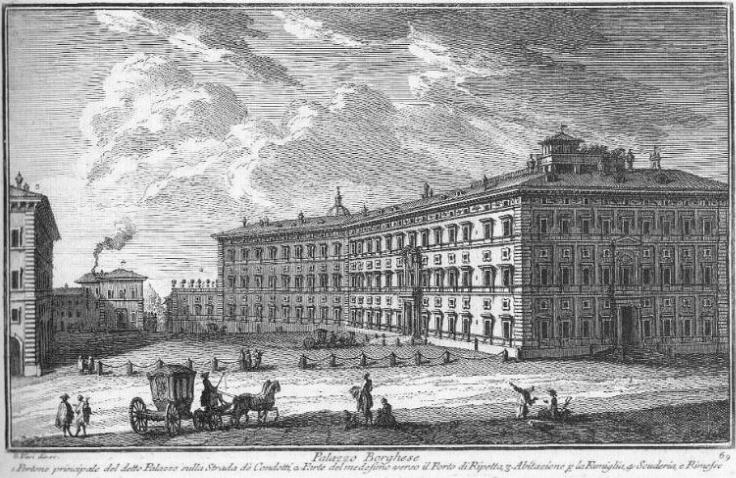
Палац на гравюрі Джузеппе Вазі, XVIII століття

Будівництво палацу розпочато для монсеньйора Томмазо дель-Джильо у 1561 році за проєктом архітектора Джакомо да Віньоли. На момент смерті дель Джильо у 1578 році, будівництво палацу було завершено, але не було даху. Палац залишалась без даху до тих пір, поки спадкоємці не домовилися про його продаж у 1586 році іспанському кардиналу Педро де Деза Мануелю, який у 1590 році поручив архітектору Мартіно Лонгі Старшому розширити палац і влаштувати дах. Після смерті Лонгі в 1591 році, роботу продовжив архітектор Фламініо Понціо, який отримав замовлення від кардинала Шипіоне Боргезе на користь нового власника, кардинала Камілло Боргезе (майбутнього Папи Павла V), і роботи тривали до 1613 року. Будівництво палацу було завершено архітекторами Карло Мадерно і Джованні Вазанціо, а після 1670 року палац розширювався архітектором Карло Райнальді.
Внутрішнє подвір'я, створене Мартіно Лонгі Старшим, має дуговидну неправильну форму і вважається визначною пам'яткою палацу, з його колонами, фонтанами, статуями і «секретним садом».

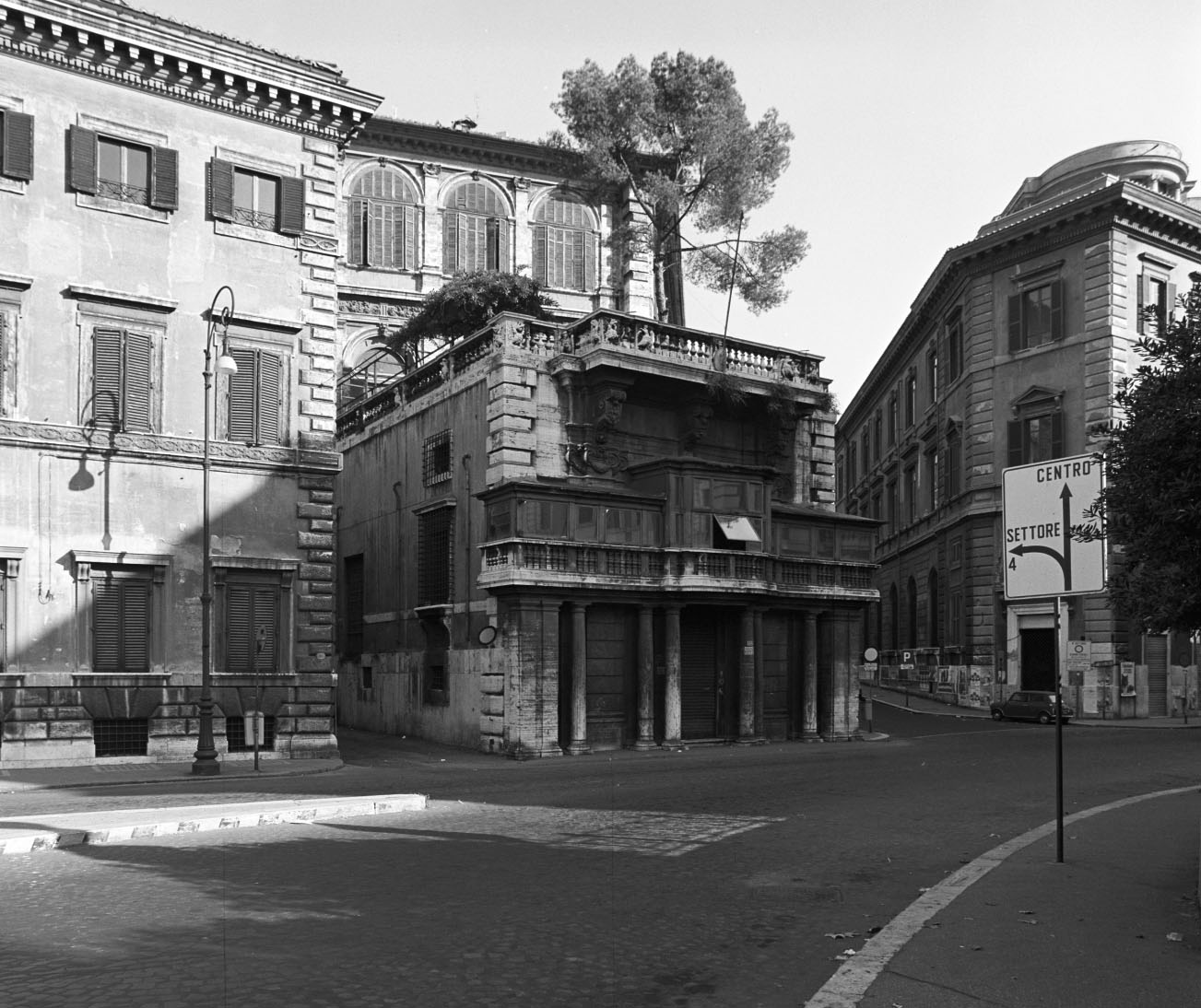
Фасад, що виходить на Віа ді Ріпетта, тепер посольство Іспанії

Головний вхід до палацу — на вулиці Фонтанелла ді Боргезе. Західне крило палацу виходить на Віа ді Ріпетта, з видом на Тибр, і має невеликий двоповерховий фасад з невеликим балконом, який називають «клавішею клавесина».
У палаці раніше була колекція живопису, яка займала 12 великих залів на першому поверсі. Серед інших творів там були: «Покладення в труну» Рафаеля, «Полювання Діани» та «Сибілла Куманська» Доменікіно, твори Караваджо і Доссо Доссі, «Викрадення Європи» Джузеппе Чезарі, Мадонни Франческо Франча, Лоренцо ді Креді, Андреа дель Сарто, Лоренцо Лотто, Джуліо Романо, Даная Корреджо, твори Тіціана «Навчання любові» і «Любов небесна і Любов земна», твори Ван Дейка «Христос на хресті» і «Покладення в труну». Нині ці твори в Галереї Боргезе, після їх перенесення туди в 1891 році.
У третьому залі першого поверху розміщена фреска «Народження Венери», Гаєтано Лапіса, створена між 1771 і 1772 роками. На піку своєї кар'єри, Лапіс був частиною великої групи художників, відібраних кардиналом Шипіоне Боргезе та його братом принцом Маркантоніо IV Боргезе для роботи над палацом. Ескіз «Народження Венери» зберігається в Національній галереї старовинного мистецтва в Палаццо-Барберіні.